# حاجی‌آباد (خوانسار)
حاجی‌آباد (خوانسار)، روستایی از توابع بخش مرکزی شهرستان خوانسار در استان اصفهان ایران است.
این روستا در غربی‌ترین قسمت شهرستان خوانسار قرار دارد. 
مردم روستای حاجی آباد پشتکوه دارای اصالت بختیاری طایفه سرلک و تیره داودوندی هستند. همهٔ مردم این روستا با گویش لری بختیاری صحبت می‌کنند و بسیاری از رسوم فرهنگی بختیاری را حفظ کرده‌اند. 

منابع

## جمعیت
این روستا در دهستان پشتکوه قرار دارد و براساس س.۱۶۰ نفر (۴۶خانوار) بوده‌است.